# Diecéze míšeňská

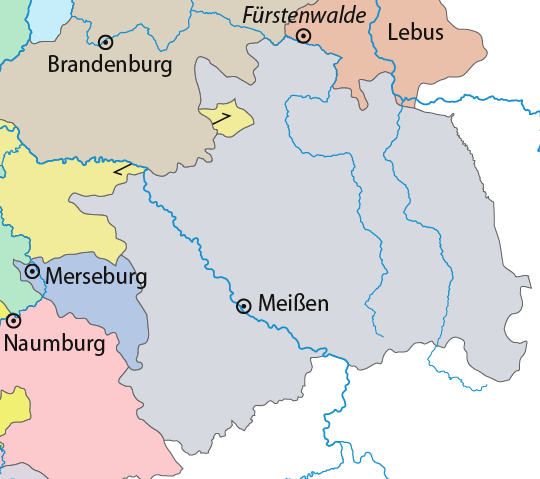
Biskupství míšeňské před reformací

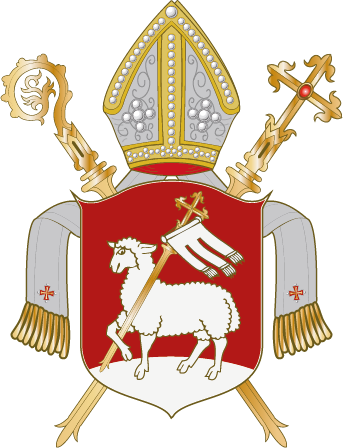
Znak Míšeňského biskupství

Míšeňské biskupství je územní společenství římskokatolické církve v okolí německého města Míšně. Založeno bylo roku 968 a zaniklo během reformace. Míšeňská kapitulní katedrála však stojí dosud. Biskupství bylo obnoveno v roce 1921 a roku 1980 přejmenováno na drážďansko-míšeňské.

## Dějiny
Město Míšeň vzniklo kolem hradu postaveném přibližně roku 928 králem Jindřichem I. Ptáčníkem na ochranu zdejších německých obyvatel před pohanskými Lužickými Srby. K podpoře šíření křesťanství v této oblasti navrhl roku 962 Otto I. římskému synodu zřízení magdeburského arcibiskupství. Papež Jan XII. s plánem souhlasil a na synodu v Ravenně rozhodl o zřízení tří biskupství (v Míšni, Merseburgu a Žiči) spolu s arcibiskupstvím v Magdeburgu. Letopočet vlastního založení míšeňské diecéze je nejistý, neboť nejstarší dochované záznamy mohou být padělky. Ovšem záznam o finanční podpoře udělené roku 971 panovníkem Ottou I. je pravý.
První z biskupů Burchard, který zemřel roku 969, položil základy míšeňské katedrální kapituly. K roku 1346 se diecéze rozkládala na území vymezeném z jihovýchodní strany Krušnými a Jizerskými horami, na východě řekami Kwisa a Bobr, ze severu ohraničeném Odrou, Lužickou Nisou a na severozápadní straně Sprévou.
Ke snahám zdejších biskupů patřilo misijní působení mezi Lužickými Srby. O jejich pokřesťanštění usilovali biskupové Volkold († 992) a Eido († 1015). Jejich snaha sice přinášela výsledky, leč pomalu. Jeden z jejich následovníků, biskup Benno se věnoval misii také mezi Polabskými Slovany. Během 13. století se nakonec Lužičtí Srbové ke křesťanství obrátili. Zasloužili se o to především členky cisterciáckých řádů například z Neuzelle či Marienthalu nedaleko Žitavy.
Mezi další biskupy patřili například Wittigo I. (1266–1293), Wittigo II. (1312–1342), jehož rod začal rozvíjet vztahy s českým prostředím, či Jan I. z Eisenbergu (1340–1371). Během husitských válek utrpěla diecéze velké škody. Po nich zde působil Jan IV. Hofman (1427–1451), jehož vystřídali bratři Caspar (1451–1463) a Dietrich Schönbergovi (1461–1476). Za jejich správy se biskupství z utrpených ztrát vzpamatovalo, nicméně další jeho správce Jan V. Weissenbach (1476–1487), velký přívrženec budování staveb, uvalil na biskupství finanční problémy, neboť jej kvůli jím budovaným stavbám zadlužil.
Když se v blízkém Wittenbergu začalo rozmáhat protestantství vedené Martinem Lutherem, patřil míšeňský biskup Jan VII. Schleinitz (1518–1537) k jeho hlavním odpůrcům, nicméně úspěchy protestantů byly tak veliké, že míšeňskému biskupství postupně začal hrozit zánik. Poslední z jeho biskupů, Jan z Haugwitzu (1551–1581), podal svou demisi a na základě dohody se saským kurfiřtem Augustem přešel k luteránství. V roce 1577 připojil svůj podpis k předmluvě kurfiřtů u Formule svornosti, tato předmluva se od roku 1580 nachází v Knize svornosti. Míšeňský biskup Jan se následně oženil a odešel na zámek Ruhetal poblíž Mögelnu.
Biskupství bylo roku 1666 definitivně zrušeno a jeho majetek, a to jak finanční, tak movitý, byl předán především vzdělávacím institucím (školám).